# Raphael Onyedika
Raphael Onyedika Nwadike (ur. 19 kwietnia 2001 w Imo) – nigeryjski piłkarz grający na pozycji defensywnego pomocnika. Od 2022 jest zawodnikiem klubu Club Brugge.

## Kariera klubowa
Swoją karierę piłkarską Onyedika rozpoczął w klubie FC Ebedei. W 2019 roku zadebiutował w jego barwach w trzeciej lidze nigeryjskiej. W tym samym roku odszedł do duńskiego FC Midtjylland, a w 2020 wypożyczony go do FC Fredericia. Swój debiut w tym klubie w I dywizji zaliczył 13 września 2020 w zwycięskim 2:0 domowym meczu z Kolding IF. W debiucie strzelił gola. Zawodnikiem Fredericii był przez rok.
Latem 2021 Onyedika wrócił do FC Midtjylland. 16 lipca 2021 zadebiutował w nim w przegranym 1:2 domowym meczu z Odense BK. W sezonie 2021/2022 wywalczył z FC Midtjylland wicemistrzostwo Danii oraz zdobył Puchar Danii.
W sierpniu 2022 Onyedika przeszedł na zasadzie wolnego transferu do Club Brugge. Swój debiut w nim zanotował 2 września 2022 w zwycięskim 4:0 domowym spotkaniu z Cercle Brugge.
| Sezon   | Klub           | Kraj    | Rozgrywki       | Mecze | Bramki |
| ------- | -------------- | ------- | --------------- | ----- | ------ |
| 2019    | FC Ebedei      | Nigeria | III liga        | ?     | ?      |
| 2019/20 | FC Midtjylland | Dania   | Superligaen     | 0     | 0      |
| 2020/21 | FC Fredericia  | Dania   | I dywizja       | 28    | 3      |
| 2021/22 | FC Midtjylland | Dania   | Superligaen     | 31    | 2      |
| 2022/23 | FC Midtjylland | Dania   | Superligaen     | 6     | 0      |
| 2022/23 | Club Brugge    | Belgia  | Eerste klasse A | 31    | 0      |

## Kariera reprezentacyjna
W reprezentacji Nigerii Onyedika zadebiutował 27 września 2022 w przegranym 1:2 towarzyskim meczu z Algierią, rozegranym w Oranie. W 2024 roku powołano go do kadry na Puchar Narodów Afryki 2023. Rozegrał w nim jeden mecz grupowy, z Gwineą Bissau (1:0). Z Nigerią wywalczył wicemistrzostwo Afryki.